# Igreja de Santa Catarina (São Petersburgo)
A Igreja de Santa Catarina ou Igreja Católica de Santa Catarina (em russo: Католическая церковь Святой Екатерины) em São Petersburgo, é a igreja católica mais antiga da Federação Russa e a única igreja com o título de basílica (status concedido em 23 de julho de 2013). A igreja está localizada na Nevsky Prospekt e é uma parte da Arquidiocese de Moscou liderada pelo Monsenhor Paolo Pezzi.

## História

### Construção
Em 12 de dezembro de 1705, Pedro o Grande assinou uma carta que permitiria a construção de igrejas católicas na Rússia. A própria igreja (embora não o edifício com que a igreja é associada hoje) foi fundada em 1710.
Em 1738, a Imperatriz Ana concedeu permissão para que a igreja estabelecesse uma estrutura na Nevsky Prospekt, a principal rua de São Petersburgo. O projeto, contudo, encontrou problemas continuados. Os projetos iniciais foram baseados no trabalho de Domenico Trezzini, o arquiteto que projetou a Catedral de Pedro e Paulo e foi então esquecido. Em 1760, o arquiteto francês Jean-Baptiste Michel Vallin de La Mothe fez alguns projetos para a igreja, mas voltou para a França em 1775 e o arquiteto italiano Antonio Rinaldi teve a função de completar a igreja. Em 7 de outubro de 1783, a igreja foi concluída. Já que a Imperatriz na época da conclusão era Catarina II da Rússia (também conhecida como Catarina, a Grande), a igreja foi nomeada de Santa Catarina de Alexandria.

### Durante o Império Russo
A Igreja Católica de Santa Catarina está ligada a muitas personalidades importantes da Rússia Imperial. Em 1798, Estanislau II Augusto Poniatowski, o último rei da Polônia, foi enterrado na igreja (em 1938, depois de 140 anos na cripta, ele foi retornado à Polônia), como também foi, em 1813, o general francês Jean Victor Marie Moreau. Um paroquiano da igreja era Auguste de Montferrand, que continuaria a construir a Catedral de Santo Isaac. Auguste de Montferrand se casou na igreja e algum tempo depois, quando faleceu, foi velado na igreja antes que sua esposa retornasse o seu caixão à França. Mesmo na Rússia Imperial, vários aristocratas bem conhecidos haviam aceitado o catolicismo.
A igreja era dirigida por diferentes ordens monásticas em sua história. Originalmente administrado pelos franciscanos em 1800, o imperador Paulo I da Rússia transferiu a igreja para os jesuítas. Em 1815, a igreja era dirigida por dominicanos e, finalmente, em 1892, a igreja deixou de ser governada por uma ordem e caiu sob os auspícios dos sacerdotes diocesanos, embora uma comunidade dominicana permaneceu na igreja. Na véspera da Revolução Russa de 1917, os membros da igreja contavam mais de trinta mil paroquianos.

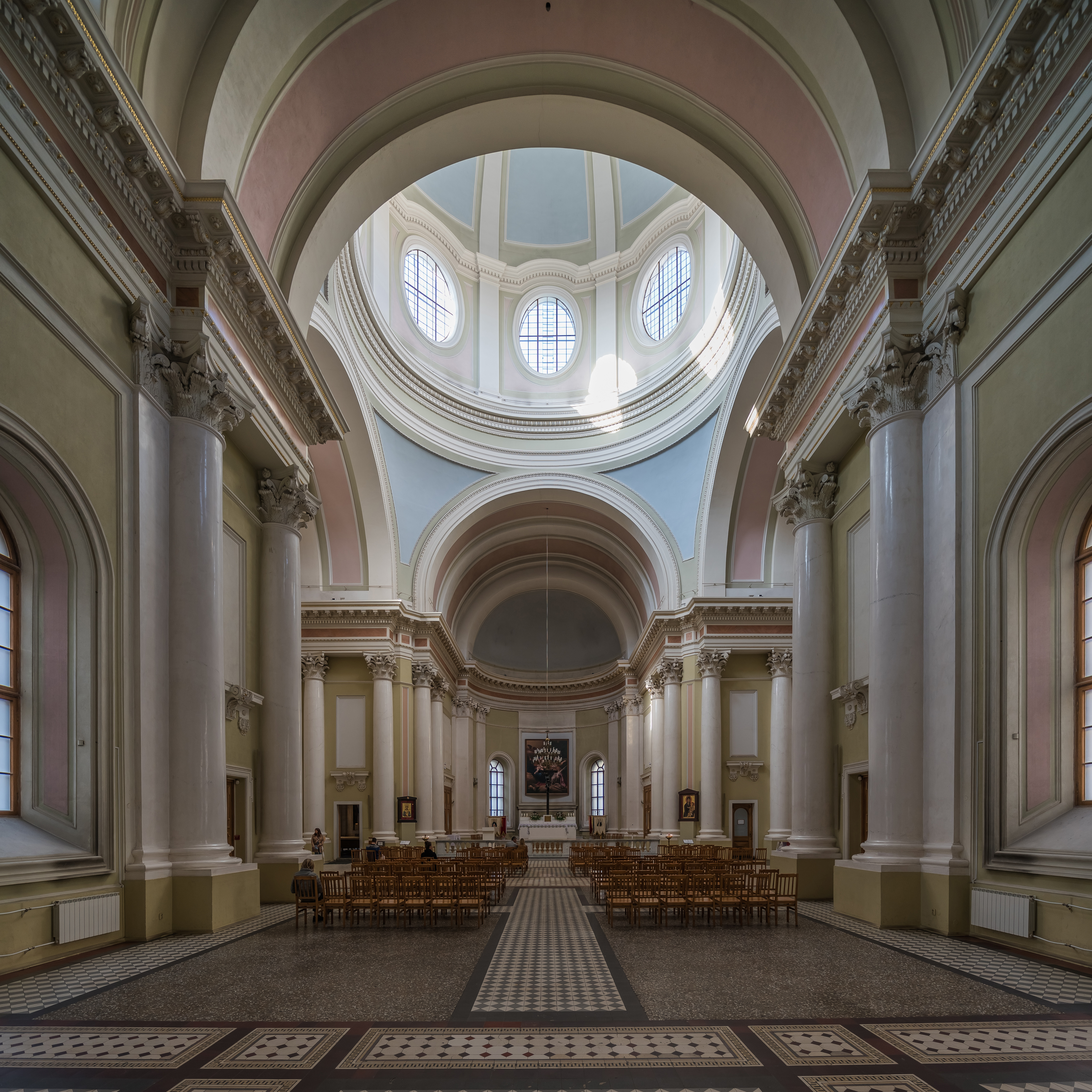
Interior da Igreja

### Perseguição soviética
Sob os soviéticos, as atividades da igreja foram reprimidas. O reitor da Igreja de Santa Catarina, Monsenhor Konstantin Budkevich, foi baleado na prisão de Lubyanka no Domingo de Páscoa de 1923. A igreja permaneceu aberta até 1938. Em 1938 a igreja foi fechada e saqueada. Artefatos, ícones e livros da esplêndida biblioteca da igreja foram jogados na rua. A igreja foi danificada ainda mais por um incêndio em 1947, que destruiu as decorações internas da igreja e seu órgão.

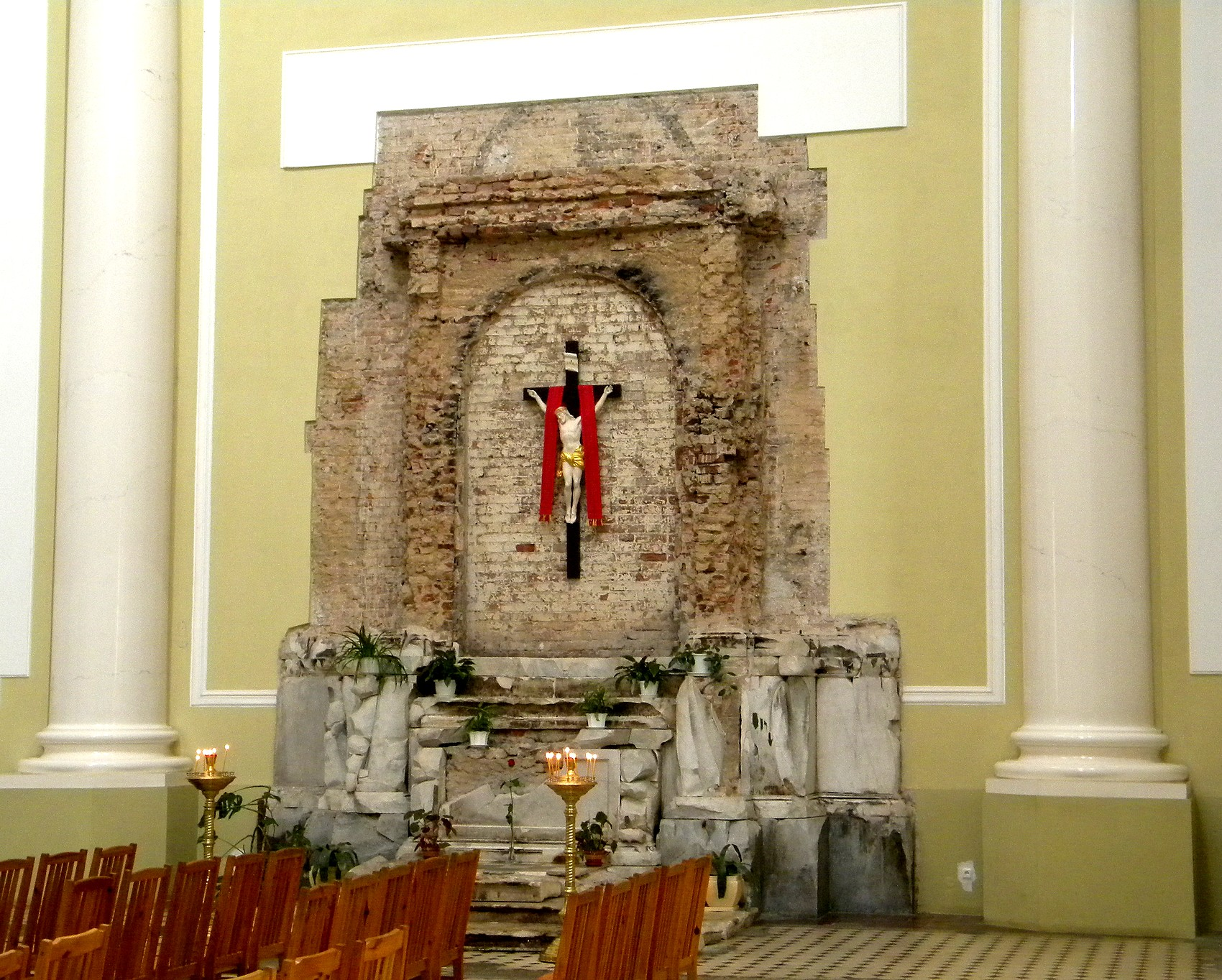
Após a restauração, o altar direito foi preservado como um monumento no estado em que estava depois de anos de negligência e destruição deliberada

Durante 30 anos, o edifício foi usado apenas como espaço de armazenamento para o "Museu de História da Religião e do Ateísmo" localizado perto dali, na antiga Catedral de Nossa Senhora de Cazã. No final dos anos 1970, foram feitos planos para reconstruir a igreja como um corredor de órgãos para a Orquestra Filarmônica de São Petersburgo. No entanto, esses planos nunca foram concluídos, pois o edifício foi novamente devastado pelo fogo em 1984. Em vez disso, o governo usou o edifício como escritórios e apartamentos.

### Restauração
Após o colapso da União Soviética, a Igreja Católica na Rússia começou a operar mais uma vez no início dos anos 1990. Em fevereiro de 1992, as autoridades municipais decidiram devolver o edifício à Igreja Católica. Nesse mesmo ano, a igreja começou a ser reconstruída. De acordo com a igreja, depois de ser fechada pelos soviéticos em 1938, uma mulher de 20 anos entrou no templo saqueado e retirou o crucifixo do santuário e quando o edifício foi devolvido à Igreja Católica, ela devolveu o crucifixo. A primeira etapa da restauração foi terminada em outubro de 1992, com um altar temporário para o culto. Em outubro de 1998 foi inaugurada uma Capela da Anunciação. O altar principal foi concluído e abençoado em 2000. A restauração da maior parte da igreja foi concluída em 2003, e os portões centrais foram abertos. A restauração do interior da igreja ainda está em curso.

## Arquitetura
Como muitas igrejas, o edifício tem a forma de uma cruz latina. O transepto da igreja é coroado por uma grande cúpula. O templo tem 44 metros de comprimento, 25 metros de largura e 42 metros de altura. O santuário tem espaço para cerca de 2.000 pessoas. A fachada principal da igreja tem um portal arqueado monumental, que descansa em colunas auto-sustentáveis. Acima da fachada está um alto parapeito, com as figuras de quatro evangelistas e anjos no topo. Acima da entrada principal está uma inscrição do Evangelho de Mateus (em latim): "Minha casa será chamada de casa de oração" (Mateus 21:13) e a data em que a igreja foi concluída.